# Masalia flavocarnea
Masalia flavocarnea là một loài bướm đêm trong họ Noctuidae.